# Vi (ortnamn)
Ortnamnet Vi och efterledet -vi, i Västsverige Ve och -ve, har betydelsen "helig plats", "kultplats" eller "offerplats".

## Utbredning
De sammansatta namnen på -vi finns från mellersta Öland i söder, Karlevi, till trakten av Leksand i norr, Ullvi. I Västergötland är efterledet -ve. Efterledet -vi är vanligast i Uppland, Västmanland, Södermanland, Närke och Östergötland. Osammansatta namn på Vi finns bland annat i Gästrikland, Hälsingland och Medelpad. I Värmland finns det osammansatta Ve, (ett par gårdar i Väse), och i Skåne finns Vä i Kristianstad. Ortnamnen på -vi är bland de äldsta ortnamnen i Sverige. I Norrland är det osammansatta 
Vi vanligast.

## Ålder
Ortnamnen med namnelementet Vi, -vi är en namntyp som bildades relativt tidigt under järnåldern.

## Tolkningar av olika -vi-namn
Förleden innehåller ofta gudanamn, som Frö i Frösve, Oden i Odensvi, Ull i Ull(e)vi. Även Njärd ingår (i en förvanskad form) i två östgötska Mjärdevi.
Ett vanligt ortnamn är Skede(e)vi/Skäve, exempelvis Skedevi och Västra Skedvi.
Dessa namn innehåller troligen ett sammansatt ord Skædvi, där vi är efterledet. Man antar att dessa ortnamn är släkt med Skövde, som finns på tre ställen i Västergötland. Förledet i Skædvi-namnen är omstritt. Det har föreslagits betyda bland annat det skede 'kappridning' som ingår i ordet Staffansskede (kappridning under Staffansdagen, annandag jul). Ett alternativt förslag är att sked är ett dialektord som betyder 'planka, bräde'. Då skulle Skædvi kunna vara en helgedom som är omgärdad av bräder.
Att Skövde, Skødwe i slutet av 1200-talet, skulle vara besläktat med Skædvi-namnen är emellertid omstritt. En del forskare anser att Sköd- har en annan betydelse än Sked-, att det till exempel kan betecknar något i terrängen. Men liknande förslag finns också beträffande Sked-namnen.

## Olika uppfattningar om vissa ortnamn med efterledet -vi
På 1920-talet uppstod skiljaktiga åsikter om sådana -vi-namn som har ansetts vara kultbetecknande (sakrala). Att efterledet -vi i många fall betyder "skog" har hävdats av bland annat Jöran Sahlgren. Sahlgren riktade in sig på ett antal vi-namn som Ällevi i Södermanland, Ekevi, Frövi, Fälvi och Svedvi i Västmanland samt Vrinnevi i Östergötland. När det gällde ortnamnet Frövi skilde Sahlgren på "falska Frövi-namn" och på "äkta" sådana". Så är till exempel Frövi (i Näsby socken) ett "oäkta vi-namn", till skillnad från gårdsnamnen Frövi i Edsbergs socken i Närke  och Frövi i Skultuna socken i Västmanland. År 1950 ifrågasatte Sahlgren också tolkningarna av Skedvi-namnen och av namnet Skövde. Vissa av Sahlgrens åsikter har under den senare hälften av 1900-talet ifrågasatts av andra forskare.
I slutet av 1900-talet ifrågasattes om något ortnamn med förledet Frö- skulle kunna syfta på gudinnan Fröja, alltså även de olika Frövi som tidigare hade ansetts betyda 'gudinnan Fröjas vi'.
 En tolkning (ursprungligen från 1994) är att Frö- betyder 'frodig' och att 'vi' i detta fall kommer av -viþi, som betecknar ’skog’. Denna uppfattning har i sin tur blivit motsagd.

## Vi- som förled
Som förled kan Vi- ha tre olika betydelser. Det kan vara ett ursprungligt Vi-, som då betyder "helig plats", "kultplats" eller "offerplats". Det kan också komma av 'vik' eller av fornsvenska  "vidher" 'skog'. Som exempel kan nämnas tre olika Viby i Uppland: Viby i Sankt Olofs socken skrevs på 1100-talet "Wicbu", varför förledet är 'vik'. Viby i Sollentuna socken skrevs "Widhaby" 1409, och kommer då av "vidher" 'skog', medan Viby i Harbo socken skrevs "in viby" 1346, vilket tyder på att förledet är ett ursprungligt "Vi-". I detta fall ligger Viby strax söder om kyrkan. Platsen för den hedniska kulten kristnades genom att kyrkan byggdes på denna plats.
Även andra efterled kan föregås av Vi- i betydelsen "helig plats", exempelvis Vivalla i Örebro.